# Lijst van voetbalinterlands India - Nepal
Deze lijst van voetbalinterlands is een overzicht van alle officiële voetbalinterlands tussen de nationale teams van India en Nepal. De buurlanden hebben tot nu toe 23 keer tegen elkaar gespeeld. De eerste ontmoeting was een wedstrijd op 21 december 1985 in Dhaka (Bangladesh), tijdens de Zuid-Aziatische Spelen 1985. Het laatste duel, een groepswedstrijd tijdens de Zuid-Azië Cup 2023, werd gespeeld op 24 juni 2023 in Bangalore.

## Wedstrijden
| №  | Plaats     | Datum             | Competitie                  | Wedstrijd     | Uitslag |
| -- | ---------- | ----------------- | --------------------------- | ------------- | ------- |
| 1  | Dhaka      | 21 december 1985  | Zuid-Aziatische Spelen 1985 | India − Nepal | 2 − 0   |
| 2  | Calcutta   | 26 november 1987  | Zuid-Aziatische Spelen 1987 | India − Nepal | 1 − 0   |
| 3  | Islamabad  | 26 oktober 1989   | Zuid-Aziatische Spelen 1989 | India − Nepal | 2 − 1   |
| 4  | Lahore     | 21 juli 1993      | Zuid-Azië Cup 1993          | India − Nepal | 1 − 0   |
| 5  | Dhaka      | 26 december 1993  | Zuid-Aziatische Spelen 1993 | India − Nepal | 2 − 2   |
| 6  | Madras     | 25 december 1995  | Zuid-Aziatische Spelen 1995 | India − Nepal | 3 − 0   |
| 7  | Trang      | 5 december 1998   | Aziatische Spelen 1998      | India − Nepal | 1 − 0   |
| 8  | Kathmandu  | 30 september 1999 | Zuid-Aziatische Spelen 1999 | Nepal − India | 0 − 4   |
| 9  | Karachi    | 8 december 2005   | Zuid-Azië Cup 2005          | India − Nepal | 2 − 1   |
| 10 | Malé       | 3 juni 2008       | Zuid-Azië Cup 2008          | India − Nepal | 4 − 0   |
| 11 | New Delhi  | 28 augustus 2012  | Vriendschappelijk           | India − Nepal | 0 − 0   |
| 12 | Kathmandu  | 5 september 2013  | Zuid-Azië Cup 2013          | Nepal − India | 2 − 1   |
| 13 | Siliguri   | 19 november 2013  | Vriendschappelijk           | India − Nepal | 2 − 0   |
| 14 | Guwahati   | 12 maart 2015     | WK 2018 kwalificatie        | India − Nepal | 2 − 0   |
| 15 | Kathmandu  | 17 maart 2015     | WK 2018 kwalificatie        | Nepal − India | 0 − 0   |
| 16 | Poona      | 31 augustus 2015  | Vriendschappelijk           | India − Nepal | 0 − 0   |
| 17 | Trivandrum | 27 december 2015  | Zuid-Azië Cup 2015          | India − Nepal | 4 − 1   |
| 18 | Mumbai     | 6 juni 2017       | Vriendschappelijk           | India − Nepal | 2 − 0   |
| 19 | Kathmandu  | 2 september 2021  | Vriendschappelijk           | Nepal − India | 1 − 1   |
| 20 | Kathmandu  | 5 september 2021  | Vriendschappelijk           | Nepal − India | 1 − 2   |
| 21 | Malé       | 10 oktober 2021   | Zuid-Azië Cup 2021          | Nepal − India | 0 − 1   |
| 22 | Malé       | 16 oktober 2021   | Zuid-Azië Cup 2021          | India − Nepal | 3 − 0   |
| 23 | Bangalore  | 24 juni 2023      | Zuid-Azië Cup 2023          | Nepal − India | 0 − 2   |

## Samenvatting
| Competitie             | Totaal gespeeld | Winst India | Gelijk | Winst Nepal | Doelsaldo India – Nepal |
| ---------------------- | --------------- | ----------- | ------ | ----------- | ----------------------- |
| WK-kwalificatie        | 2               | 1           | 1      | 0           | 2 − 0                   |
| Zuid-Azië Cup          | 8               | 7           | 0      | 1           | 18 − 4                  |
| Aziatische Spelen      | 1               | 1           | 0      | 0           | 1 − 0                   |
| Zuid-Aziatische Spelen | 6               | 5           | 1      | 0           | 14 − 3                  |
| Vriendschappelijk      | 6               | 3           | 3      | 0           | 7 − 2                   |
| Totaal                 | 23              | 17          | 5      | 1           | 42 − 9                  |

## Details

### Veertiende ontmoeting
| WK 2018 kwalificatie (Guwahati, India, 12 maart 2015): |              | |
| India | 2 – 0        | Nepal |
| Sunil Chhetri 53' Sunil Chhetri 71' | goals        | |
| Stephen Constantine | bondscoach   | Jack Stefanowski |
| Subrata Pal Arnab Mondal Pritam Kotal Sandesh Jhingan Saumik Dey Lenny Rodrigues 74' Lalrindika Ralte 61' Eugeneson Lyngdoh Francis Fernandes Robin Singh 90+2' Sunil Chhetri | opstellingen | Kiran Limbu Rabin Shrestha Biraj Maharjan Rohit Chand Sagar Thapa Bikram Lama Sandeep Rai Bhola Silwal 63' Jagjeet Shrestha Bimal Magar 87' Bharat Khawas |
| Jackichand Singh 61' Cavin Lobo 74' Holicharan Narzary 90+2' | wissels      | 63' Anjan Bista 87' Santosh Shahukhala |
| Pritam Kotal 6' Saumik Dey 57' | gele kaarten | 7' Sagar Thapa 77' Sandeep Rai |
| - Sunil Chhetri (India) mist een strafschop in de 82ste minuut. - Debuut van Cavin Lobo (East Bengal FC) voor India.                                                          |              | |

### Vijftiende ontmoeting
| WK 2018 kwalificatie (Kathmandu, Nepal, 17 maart 2015): |              | |
| Nepal | 0 – 0        | India |
| | goals        | |
| Jack Stefanowski | bondscoach   | Stephen Constantine |
| Kiran Limbu Rabin Shrestha Biraj Maharjan Rohit Chand Sagar Thapa Santosh Shahukhala 57' Bikram Lama Sandeep Rai Bhola Silwal 67' Bimal Magar Bharat Khawas 84' | opstellingen | Subrata Pal Arnab Mondal Pritam Kotal Sandesh Jhingan Saumik Dey 45+1' Lenny Rodrigues Lalrindika Ralte 87' Eugeneson Lyngdoh 73' Francis Fernandes Robin Singh Sunil Chhetri |
| Anil Gurung 57' Anjan Bista 67' Ju Manu Rai 84' | wissels      | 45+1' Cavin Lobo 73' Jackichand Singh 87' Dhanpal Ganesh |
| Pritam Kotal 6' Saumik Dey 57' | gele kaarten | 7' Sagar Thapa 77' Sandeep Rai |

AIFF · A-Internationals · Bondscoaches · Statistieken · Olympisch elftal · Indiaas vrouwenelftal · India U21 · India U20 · India U19 · India U18 · India U17
1930 – 1949 · 
1950 – 1959 · 
1960 – 1969 · 
1970 – 1979 · 
1980 – 1989 · 
1990 – 1999 · 
2000 – 2009 · 
2010 – 2019 ·
2020 − 2029
Afghanistan ·
Argentinië ·
Australië ·
Azerbeidzjan · 
Bahrein ·
Bangladesh ·
Bhutan ·
Brunei ·
Cambodja ·
China ·
Curaçao ·
Fiji ·
Filipijnen ·
Finland ·
Ghana ·
Guam ·
Guyana ·
Hongarije ·
Hongkong ·
IJsland ·
Indonesië ·
Irak ·
Iran ·
Israël ·
Jamaica ·
Japan ·
Jemen ·
Jordanië ·
Kameroen ·
Kenia ·
Kirgizië ·
Koeweit ·
Laos ·
Libanon ·
Macau ·
Malediven ·
Maleisië ·
Marokko ·
Mauritius ·
Mongolië ·
Myanmar ·
Namibië ·
Nepal ·
Nieuw-Zeeland ·
Noord-Korea ·
Oezbekistan ·
Oman ·
Pakistan ·
Palestina ·
Peru ·
Polen ·
Puerto Rico ·
Qatar ·
Saint Kitts en Nevis ·
Saoedi-Arabië ·
Singapore ·
Sovjet-Unie ·
Sri Lanka ·
Suriname ·
Syrië ·
Tadzjikistan ·
Taiwan ·
Thailand ·
Trinidad en Tobago ·
Turkmenistan ·
Uruguay ·
Vanuatu ·
Verenigde Arabische Emiraten ·
Vietnam ·
Wit-Rusland ·
Zambia ·
Zuid-Korea ·
Zuid-Vietnam
ANFA · A-internationals · Nepalees vrouwenelftal
1972 – 1989 ·
1990 – 1999 ·
2000 – 2009 ·
2010 – 2019 ·
2020 – 2029
Afghanistan ·
Algerije ·
Australië ·
Bahrein ·
Bangladesh ·
Bhutan ·
Brunei ·
Cambodja ·
China ·
Filipijnen ·
Hongkong ·
India ·
Indonesië ·
Irak ·
Iran ·
Japan ·
Jemen ·
Jordanië ·
Kazachstan ·
Kirgizië ·
Koeweit ·
Laos ·
Macau ·
Malediven ·
Maleisië ·
Mauritius ·
Myanmar ·
Noord-Korea ·
Oman ·
Oost-Timor ·
Pakistan ·
Palestina ·
Saoedi-Arabië · 
Singapore ·
Sri Lanka ·
Syrië ·
Tadzjikistan · 
Taiwan ·
Thailand · 
Turkmenistan ·
Verenigde Arabische Emiraten ·
Vietnam ·
Zuid-Korea